# Elias Wessén
Elias Wessén (1889. április 15. – 1981. január 30.) svéd nyelvész, egyetemi tanár, a Svéd Akadémia tagja.

## Életpályája
Az Uppsalai Egyetemen tanult. 1928 és 1956 között az északi-germán nyelvek professzora volt a Stockholmi Egyetemen (1928-1656). 1947-ben a Svéd Akadémia tagjává választották.

## Tudományos munkássága
Első műveiben Wessén a germán nyelvek morfológiai problémáit taglalta, illetve az északi mitológiák világával foglalkozott. Publikációiban megjelentetett svéd rúnafeliratokat, középkori szövegeket, valamint kollégájával, Åke Holmbäckkel együttműködve megjelentette a svéd középkor vidéki törvénykezésének fordítását saját kommentárjaikkal.
Wessén kezdeményezésére alakult meg 1944-ben a Nämnden för svensk språkvård, mely ma Språkrådet, azaz a Svéd Nyelvi Tanács néven működik.

## Művei
- Svensk språkhistoria (Svéd nyelvtörténet) – három kötetben
- Vårt svenska språk (Svéd nyelvünk) – a svéd nyelvtan leírása
- Våra ord, deras uttal och ursprung (Szavaink, azok kiejtése és eredete) – 1961.
- De nordiska språken (Az északi nyelvek) – északi nyelvtörténet és nyelvtan – 1975.
- Våra folkmål (Népünk nyelve) – 1969.